# آمنة الزهراني
آمنة الزهراني (1994) ممثلة سعودية كانت بدايتها الفنية في مسلسل بنات الثانوية عام 2022 بدور فاطمة وترشحت من أجله لجوائز صناع الترفيه كأفضل وجه جديد.

## من أعمالها

### المسلسلات
- بنات الثانوي (مسلسل). ج1 (2022)
- بنات الثانوي. ج2 (2024)
- أم أربع وأربعين (2025)

## انظر ايضا
- ميرال مصطفى